# Zardaín
Zardaín es una aldea y una parroquia española del concejo de Tineo, en Asturias.

## Geografía
La parroquia está situada al noroeste de la capital del concejo. Su superficie es de 2,12 km².

## Historia
Hacia mediados del siglo XIX, la parroquia, ya por entonces perteneciente al municipio de Tineo, tenía contabilizada una población de 135 habitantes. Aparece descrita en el decimosexto y último volumen del Diccionario geográfico-estadístico-histórico de España y sus posesiones de Ultramar de Pascual Madoz con las siguientes palabras:

ZARDAIN (Sta Maria): felig. en la prov. y dióc. de Oviedo (13 leg.), part. jud. de Cangas de Tineo (5), ayunt. de Tineo (2). sit. á la falda del monte Cueto; el clima es frio, los aires mas frecuentes N. y S. Tiene 27 casas en el l. de su nombre y en el de Fresnedo. La igl. parr. (Sta. Maria) se halla servida por un cura de ingreso y patronato laical. Tambien hay una ermita, San Cipriano, en el l. de Fresnedo. Confina N. y E. parr. de Navelgas, y S. y O. con la de Miño. El terreno comprende algunos montes de aprovechamiento comun á otros pueblos: le baña un arroyo que nace en la indicada montaña de Cueto, sobre el cual existe un puentecillo. prod.: maiz, centeno, algun trigo, judias, patatas y pastos; hay ganado vacuno. pobl.: 27 vec., 135 almas. contr.: con su ayunt. (V.).
(Madoz, 1850, p. 659)

## Demografía
En 2024, la entidad colectiva de población de Zardaín tenía empadronados 56 habitantes, repartidos entre las entidades singulares de población de Zardaín (con 43 habitantes) y Fresnedo (con 13).